# Campeonato de Fútbol de Costa Rica 2004-2005
La temporada 2004-05 de la Primera División de Costa Rica fue la edición 86° del torneo de liga de fútbol de dicho país, iniciando en agosto de 2004 y finalizando en mayo de 2005.
Como novedades, se dieron las adquisiciones de las franquicias de Guanacasteca y Santa Bárbara, las cuales se convirtieron en los clubes de Brujas y Puntarenas, respectivamente. El ascendido a la máxima categoría fue Belén.
El club Alajuelense —campeón del Torneo de Clausura— se hizo con el título nacional tras vencer al Pérez Zeledón —campeón del Torneo de Apertura— en la gran final y su trofeo número «24».

## Sistema de competición
El torneo de la Primera División está conformado en dos partes:
- Fase de clasificación: Se integra por las 16 jornadas del torneo.
- Fase final: Se integra por las semifinales y final.

### Fase de clasificación
En la fase de clasificación se observará el sistema de puntos. La ubicación en la tabla general está sujeta a lo siguiente:
- Por juego ganado se obtendrán tres puntos.
- Por juego empatado se obtendrá un punto.
- Por juego perdido no se otorgan puntos.

En esta fase participan los 12 clubes de la Primera División jugando en dos grupos A y B durante las 16 jornadas respectivas.
El orden de los clubes al final de la fase de calificación del torneo corresponderá a la suma de los puntos obtenidos por cada uno de ellos y se presentará en forma descendente. Si al finalizar las 16 jornadas del torneo, dos o más clubes estuviesen empatados en puntos, su posición en la tabla general será determinada atendiendo a los siguientes criterios de desempate:
1. Mayor diferencia positiva general de goles. Este resultado se obtiene mediante la sumatoria de los goles anotados a todos los rivales, en cada campeonato menos los goles recibidos de estos.
2. Mayor cantidad de goles a favor, anotados a todos los rivales dentro de la misma competencia.
3. Mejor puntuación particular que hayan conseguido en las confrontaciones particulares entre ellos mismos.
4. Mayor diferencia positiva particular de goles, la cual se obtiene sumando los goles de los equipos empatados y restándole los goles recibidos.
5. Mayor cantidad de goles a favor que hayan conseguido en las confrontaciones entre ellos mismos.
6. Como última alternativa, la UNAFUT realizaría un sorteo para el desempate.

### Fase final
Los cuatro clubes calificados para esta fase del torneo serán reubicados de acuerdo con el lugar que ocupen en la tabla general al término de la jornada 16, con el puesto del número uno al club mejor clasificado, y así hasta el segundo por cada grupo. Los partidos a esta fase se desarrollan a visita recíproca, en las siguientes etapas:
- Semifinales
- Final

## Información de los equipos
| Equipo             | Entrenador             | Ciudad                  | Estadio           | Capacidad | Fundación      |
| ------------------ | ---------------------- | ----------------------- | ----------------- | --------- | -------------- |
| A. D. Carmelita    | Juan Carlos Arguedas   | Santa Bárbara, Heredia  | Carlos Alvarado   | 2 000     | 1948 (56 años) |
| A. D. Ramonense    | Carlos De Toro         | San Ramón, Alajuela     | Guillermo Vargas  | 4 000     | 1953 (52 años) |
| Belén F. C.        | Benjamín Mayorga       | Belén, Heredia          | Polideportivo     | 4 400     | 1979 (25 años) |
| Brujas F. C.       | Ariel López            | Escazú, San José        | Nicolás Masís     | 3 000     | 2004 (1 años)  |
| C. S. Cartaginés   | Carlos Linaris         | Cartago                 | "Fello" Meza      | 13 500    | 1906 (98 años) |
| C. S. Herediano    | Ronald Mora            | Heredia                 | Rosabal Cordero   | 8 721     | 1921 (83 años) |
| Deportivo Saprissa | Hernán Medford         | Tibás, San José         | Ricardo Saprissa  | 23 112    | 1961 (69 años) |
| L. D. Alajuelense  | Javier Delgado         | Alajuela                | Morera Soto       | 17 895    | 1919 (85 años) |
| Liberia            | Róger Flores           | Liberia, Guanacaste     | Edgardo Baltodano | 5 797     | 1977 (27 años) |
| Pérez Zeledón      | Carlos Restrepo        | Pérez Zeledón, San José | Pérez Zeledón     | 6 100     | 1991 (13 años) |
| Puntarenas F. C.   | Luis Fernández Texeira | Puntarenas              | "Lito" Pérez      | 4 105     | 2004 (0 años)  |
| Santos de Guápiles | Juan Diego Quesada     | Guápiles, Limón         | Ebal Rodríguez    | 4 500     | 1961 (43 años) |

### Equipos por provincia
| Saprissa Herediano Carmelita Brujas Alajuelense Ramonense Belén Pérez Zeledón Cartaginés Puntarenas Santos Liberia |

| Provincia  | N.º | Equipos                                 |
| ---------- | --- | --------------------------------------- |
| San José   | 3   | Deportivo Saprissa Brujas Pérez Zeledón |
| Heredia    | 3   | Herediano Carmelita Belén               |
| Alajuela   | 2   | Alajuelense Ramonense                   |
| Guanacaste | 1   | Liberia                                 |
| Limón      | 1   | Santos de Guápiles                      |
| Cartago    | 1   | Cartaginés                              |
| Puntarenas | 1   | Puntarenas                              |

### Ascenso y descenso
| a la Segunda División |
| --------------------- |
| A. D. San Carlos      |

| a la Primera División |
| --------------------- |
| Belén F. C.           |

## Torneo de Apertura

### Tabla de posiciones

#### Grupo A
| Pos. | Equipo            | Pts. | PJ | PG | PE | PP | GF | GC | Dif. |
| ---- | ----------------- | ---- | -- | -- | -- | -- | -- | -- | ---- |
| 1.º  | C. S. Herediano   | 37   | 16 | 11 | 4  | 1  | 33 | 12 | 21   |
| 2.º  | L. D. Alajuelense | 36   | 16 | 11 | 3  | 2  | 40 | 16 | 24   |
| 3.º  | A. D. Carmelita   | 20   | 16 | 5  | 5  | 6  | 18 | 30 | −12  |
| 4.º  | A. D. Ramonense   | 15   | 16 | 4  | 3  | 9  | 16 | 27 | −11  |
| 5.º  | Puntarenas F. C.  | 12   | 16 | 3  | 3  | 10 | 20 | 35 | −15  |
| 6.º  | Liberia           | 12   | 16 | 2  | 6  | 8  | 18 | 33 | −15  |

|  | Clasifica a las semifinales |

#### Grupo B
| Pos. | Equipo             | Pts. | PJ | PG | PE | PP | GF | GC | Dif. |
| ---- | ------------------ | ---- | -- | -- | -- | -- | -- | -- | ---- |
| 1.º  | Deportivo Saprissa | 30   | 16 | 9  | 3  | 4  | 24 | 16 | 8    |
| 2.º  | Pérez Zeledón      | 29   | 16 | 8  | 5  | 3  | 28 | 20 | 8    |
| 3.º  | C. S. Cartaginés   | 23   | 16 | 7  | 2  | 7  | 27 | 17 | 10   |
| 4.º  | Brujas F. C.       | 21   | 16 | 6  | 3  | 7  | 20 | 19 | 1    |
| 5.º  | Santos de Guápiles | 21   | 16 | 5  | 6  | 5  | 18 | 24 | −6   |
| 6.º  | Belén F. C.        | 9    | 16 | 2  | 3  | 11 | 16 | 29 | −13  |

|  | Clasifica a las semifinales |

### Resumen de resultados
| Local / Visita     | ADC   | ADR   | BFC   | BRU   | CSC   | CSH   | SAP   | LDA   | LIB   | MPZ   | PFC   | SAN   |
| ------------------ | ----- | ----- | ----- | ----- | ----- | ----- | ----- | ----- | ----- | ----- | ----- | ----- |
| A. D. Carmelita    |       | 1 - 1 | 2 - 0 | 1 - 0 | 1 - 4 | 1 - 1 | 1 - 3 | 1 - 5 | 1 - 0 |       | 3 - 2 |       |
| A. D. Ramonense    | 0 - 0 |       |       |       | 1 - 0 | 1 - 3 |       | 2 - 1 | 2 - 3 | 0 - 2 | 2 - 0 | 0 - 1 |
| Belén F. C.        |       | 1 - 0 |       | 1 - 3 | 1 - 0 |       | 2 - 3 | 1 - 2 |       | 1 - 2 |       | 1 - 1 |
| Brujas F. C.       |       | 1 - 2 | 2 - 1 |       | 0 - 3 |       | 0 - 1 |       | 1 - 1 | 1 - 2 | 2 - 0 | 0 - 0 |
| C. S. Cartaginés   |       |       | 2 - 1 | 0 - 2 |       |       | 1 - 3 | 0 - 0 | 3 - 0 | 3 - 0 | 4 - 1 | 4 - 0 |
| C. S. Herediano    | 3 - 0 | 3 - 2 | 3 - 1 | 3 - 1 | 1 - 0 |       | 1 - 0 | 2 - 1 | 2 - 2 |       | 3 - 0 |       |
| Deportivo Saprissa |       | 2 - 0 | 0 - 0 | 1 - 3 | 1 - 1 |       |       |       | 3 - 1 | 1 - 0 | 3 - 2 | 2 - 1 |
| L. D. Alajuelense  | 3 - 1 | 4 - 1 |       | 1 - 1 |       | 3 - 1 | 1 - 0 |       | 4 - 0 |       | 4 - 2 | 3 - 1 |
| Liberia            | 1 - 2 | 1 - 1 | 2 - 2 |       |       | 0 - 2 |       | 0 - 4 |       | 5 - 2 | 0 - 0 |       |
| Pérez Zeledón      | 5 - 1 |       | 3 - 1 | 1 - 0 | 3 - 1 | 0 - 0 | 0 - 0 | 2 - 2 |       |       |       | 1 - 1 |
| Puntarenas F. C.   | 1 - 1 | 4 - 1 | 2 - 1 |       |       | 0 - 5 |       | 1 - 2 | 2 - 0 | 2 - 2 |       |       |
| Santos de Guápiles | 1 - 1 |       | 2 - 1 | 1 - 3 | 2 - 1 | 0 - 0 | 2 - 1 |       | 2 - 2 | 1 - 3 | 2 - 1 |       |

|  | Victoria del equipo local     |
|  | Empate                        |
|  | Victoria del equipo visitante |

### Fase final
|  | Semifinales                                              | Semifinales                                              | Semifinales                                              | Semifinales                                              |   |    | Final                                          | Final                                          | Final                                          | Final                                          |  |
|  | 15 / 17 de diciembre (ida) 19 / 20 de diciembre (vuelta) | 15 / 17 de diciembre (ida) 19 / 20 de diciembre (vuelta) | 15 / 17 de diciembre (ida) 19 / 20 de diciembre (vuelta) | 15 / 17 de diciembre (ida) 19 / 20 de diciembre (vuelta) |   |    | 23 de diciembre (ida) 29 de diciembre (vuelta) | 23 de diciembre (ida) 29 de diciembre (vuelta) | 23 de diciembre (ida) 29 de diciembre (vuelta) | 23 de diciembre (ida) 29 de diciembre (vuelta) |  |
|  |                                                          |                                                          |                                                          |                                                          |   |    |                                                |                                                |                                                |                                                |  |
|  |                                                          |                                                          |                                                          |                                                          |   |    |                                                |                                                |                                                |                                                |  |
|  | 1° B                                                     | Deportivo Saprissa                                       | 1                                                        | 1 (4)                                                    |   |    |                                                |                                                |                                                |                                                |  |
|  | 1° B                                                     | Deportivo Saprissa                                       | 1                                                        | 1 (4)                                                    |   |    |                                                |                                                |                                                |                                                |  |
|  | 2° A                                                     | L. D. Alajuelense                                        | 1                                                        | 1 (3)                                                    |   |    |                                                |                                                |                                                |                                                |  |
|  | 2° A                                                     | L. D. Alajuelense                                        | 1                                                        | 1 (3)                                                    |   | F1 | Deportivo Saprissa                             | 0                                              | 0                                              |                                                |  |
|  |                                                          |                                                          |                                                          |                                                          |   | F1 | Deportivo Saprissa                             | 0                                              | 0                                              |                                                |  |
|  |                                                          |                                                          | F2                                                       | Pérez Zeledón                                            | 0 | 1  |                                                |                                                |                                                |                                                |  |
|  | 1° A                                                     | C. S. Herediano                                          | F2                                                       | Pérez Zeledón                                            | 0 | 1  | 1                                              | 0                                              |                                                |                                                |  |
|  | 1° A                                                     | C. S. Herediano                                          |                                                          |                                                          |   |    | 1                                              | 0                                              |                                                |                                                |  |
|  | 2° B                                                     | Pérez Zeledón                                            | 0                                                        | 3                                                        |   |    |                                                |                                                |                                                |                                                |  |
|  | 2° B                                                     | Pérez Zeledón                                            | 0                                                        | 3                                                        |   |    |                                                |                                                |                                                |                                                |  |
|  |                                                          |                                                          |                                                          |                                                          |   |    |                                                |                                                |                                                |                                                |  |

### Semifinales

#### Saprissa - Alajuelense
| 15 de diciembre de 2004, 20:00 | L. D. Alajuelense                    | 1:1 (0:1) | Deportivo Saprissa          | Estadio Morera Soto, Alajuela |                           |
|                                | - Rolando Fonseca 58' (Pablo Gabas ) | Reporte   | - Walter Centeno 45' (t.l.) | Árbitro(s): Joccer Molina     | Árbitro(s): Joccer Molina |

| 19 de diciembre de 2004, 18:00 | Deportivo Saprissa                            | 1:1 (1:0) (4:3 p.) | L. D. Alajuelense                       | Estadio Ricardo Saprissa, Tibás, San José |                             |
|                                | - José Pablo Fonseca 39' (Christian Bolaños ) | Reporte            | - Alejandro Alpízar 79' (Steven Bryce ) | Árbitro(s): Édgar Rodríguez               | Árbitro(s): Édgar Rodríguez |

#### Herediano - Pérez Zeledón
| 17 de diciembre de 2004, 19:00 | Pérez Zeledón | 0:1 (0:1) | C. S. Herediano                          | Estadio Municipal, Pérez Zeledón, San José |                            |
|                                |               | Reporte   | - Mauricio Wright 32' (Rayner Robinson ) | Árbitro(s): Luis Rodríguez                 | Árbitro(s): Luis Rodríguez |

| 20 de diciembre de 2004, 20:00 | C. S. Herediano | 0:3 (0:0, 0:1) (0:3 t. s.) | Pérez Zeledón                                                                   | Estadio Rosabal Cordero, Heredia |                          |
|                                |                 | Reporte                    | - Éver Alfaro 81' (Steer ) 104' (Steer ) - Ricardo Steer 109' (Elmir Castillo ) | Árbitro(s): Vinicio Mena         | Árbitro(s): Vinicio Mena |

### Final

#### Saprissa - Pérez Zeledón
{{Partido
|fecha       = 23 de diciembre de 2004, 19:00
|local       = Pérez Zeledón
|resultado   = 0:1 88
|visita      = Deportivo Saprissa
|estadio     = Estadio Municipal
|ciudad      = Pérez Zeledón, San José
|asistencia  = 
|refe        = Wálter Quesada
|goleslocal  = 
|golesvisita =  88' (
)
| 29 de diciembre de 2004, 19:30 | Deportivo Saprissa | 0:1 (0:0, 0:0) (0:1 t. s.) | Pérez Zeledón                        | Estadio Ricardo Saprissa, Tibás, San José |                          |
|                                |                    | Reporte                    | - Pablo Nassar 95' (Keylor Quesada ) | Árbitro(s): Vinicio Mena                  | Árbitro(s): Vinicio Mena |

## Torneo de Clausura

### Tabla de posiciones

#### Grupo A
| Pos. | Equipo             | Pts. | PJ | PG | PE | PP | GF | GC | Dif. |
| ---- | ------------------ | ---- | -- | -- | -- | -- | -- | -- | ---- |
| 1.º  | Deportivo Saprissa | 28   | 16 | 7  | 7  | 2  | 21 | 10 | 11   |
| 2.º  | C. S. Herediano    | 28   | 16 | 8  | 4  | 4  | 21 | 12 | 9    |
| 3.º  | A. D. Carmelita    | 26   | 16 | 8  | 2  | 6  | 27 | 21 | 6    |
| 4.º  | Puntarenas F. C.   | 23   | 16 | 6  | 5  | 5  | 31 | 24 | 7    |
| 5.º  | Liberia            | 15   | 16 | 4  | 3  | 9  | 17 | 26 | −9   |
| 6.º  | A. D. Ramonense    | 15   | 16 | 4  | 3  | 9  | 17 | 27 | −10  |

|  | Clasifica a las semifinales |

#### Grupo B
| Pos. | Equipo             | Pts. | PJ | PG | PE | PP | GF | GC | Dif. |
| ---- | ------------------ | ---- | -- | -- | -- | -- | -- | -- | ---- |
| 1.º  | L. D. Alajuelense  | 27   | 16 | 7  | 6  | 3  | 30 | 21 | 9    |
| 2.º  | C. S. Cartaginés   | 24   | 16 | 5  | 9  | 2  | 22 | 19 | 3    |
| 3.º  | Brujas F. C.       | 22   | 16 | 6  | 4  | 6  | 25 | 28 | −3   |
| 4.º  | Pérez Zeledón      | 18   | 16 | 4  | 6  | 6  | 17 | 25 | −8   |
| 5.º  | Belén F. C.        | 16   | 16 | 3  | 7  | 6  | 19 | 26 | −7   |
| 6.º  | Santos de Guápiles | 15   | 16 | 3  | 6  | 7  | 16 | 24 | −8   |

|  | Clasifica a las semifinales |

### Tabla acumulada de la temporada
| Pos. | Equipo             | Pts. | PJ | PG | PE | PP | GF | GC | Dif. |
| ---- | ------------------ | ---- | -- | -- | -- | -- | -- | -- | ---- |
| 1.º  | C. S. Herediano    | 65   | 32 | 19 | 8  | 5  | 54 | 24 | 30   |
| 2.º  | L. D. Alajuelense  | 63   | 32 | 18 | 9  | 5  | 70 | 37 | 33   |
| 3.º  | Deportivo Saprissa | 58   | 32 | 16 | 10 | 6  | 45 | 26 | 19   |
| 4.º  | C. S. Cartaginés   | 47   | 32 | 12 | 11 | 9  | 49 | 36 | 13   |
| 5.º  | Pérez Zeledón      | 47   | 32 | 12 | 11 | 9  | 45 | 45 | 0    |
| 6.º  | A. D. Carmelita    | 46   | 32 | 13 | 7  | 12 | 45 | 51 | −6   |
| 7.º  | Brujas F. C.       | 43   | 32 | 12 | 7  | 13 | 45 | 47 | −2   |
| 8.º  | Santos de Guápiles | 36   | 32 | 8  | 12 | 12 | 34 | 48 | −14  |
| 9.º  | Puntarenas F. C.   | 35   | 32 | 9  | 8  | 15 | 51 | 59 | −8   |
| 10.º | A. D. Ramonense    | 30   | 32 | 8  | 6  | 18 | 33 | 54 | −21  |
| 11.º | Liberia            | 27   | 32 | 6  | 9  | 17 | 35 | 59 | −24  |
| 12.º | Belén F. C.        | 25   | 32 | 5  | 10 | 17 | 35 | 55 | −20  |

|  | Clasificado para la Copa Interclubes de la UNCAF 2005 |
|  | Descendido a Segunda División                         |

### Resumen de resultados
| Local / Visita     | ADC   | ADR   | BFC    | BRU   | CSC   | CSH   | SAP         | LDA   | LIB   | MPZ   | PFC   | SAN   |
| ------------------ | ----- | ----- | ------ | ----- | ----- | ----- | ----------- | ----- | ----- | ----- | ----- | ----- |
| A. D. Carmelita    |       | 2 - 1 |        |       |       | 0 - 1 | 2 - 0       |       | 2 - 1 | 3 - 1 | 1 - 1 | 0 - 0 |
| A. D. Ramonense    | 1 - 5 |       | 3 - 1  | 0 - 1 |       | 0 - 0 | 3 - 1       | 2 - 3 | 2 - 0 |       | 1 - 0 |       |
| Belén F. C.        | 1 - 3 |       |        | 1 - 1 | 1 - 1 | 3 - 1 |             | 3 - 3 | 1 - 0 | 1 - 1 | 1 - 1 | 1 - 0 |
| Brujas F. C.       | 0 - 3 |       | 2 - 2* |       | 3 - 2 | 3 - 2 | 1 - 1       | 1 - 1 |       | 3 - 0 |       | 2 - 0 |
| C. S. Cartaginés   | 1 - 0 | 1 - 0 | 2 - 1  | 1 - 1 |       | 1 - 1 |             | 0 - 0 |       | 1 - 1 |       | 1 - 0 |
| C. S. Herediano    | 1 - 0 | 2 - 0 |        |       |       |       | 0 - 1       |       | 4 - 1 | 3 - 0 | 1 - 0 | 2 - 0 |
| Deportivo Saprissa | 3 - 0 | 2 - 0 | 1 - 1  |       | 1 - 1 | 0 - 0 |             | 1 - 0 |       | 2 - 0 | 5 - 1 |       |
| L. D. Alajuelense  | 3 - 4 |       | 1 - 0  | 2 - 0 | 4 - 1 | 0 - 0 |             |       | 3 - 2 | 2 - 0 |       | 3 - 3 |
| Liberia            | 1 - 0 | 2 - 2 |        | 2 - 0 | 1 - 1 | 3 - 2 | 0 - 2 0 - 0 |       |       |       | 1 - 2 | 1 - 0 |
| Pérez Zeledón      |       | 1 - 1 | 4 - 2  | 4 - 3 | 1 - 1 |       |             | 1 - 1 | 1 - 0 |       | 2 - 1 | 0 - 1 |
| Puntarenas F. C.   | 5 - 2 | 4 - 1 |        | 6 - 2 | 2 - 2 | 0 - 1 | 0 - 0       | 2 - 0 | 4 - 2 |       |       | 2 - 2 |
| Santos de Guápiles |       | 2 - 0 | 1 - 1  | 3 - 1 | 2 - 5 |       | 1 - 1       | 1 - 4 |       | 0 - 0 |       |       |

- (*) Por resolución de la Unafut, el marcador de este partido es Brujas 3 - Belén 0 por castigo por morosidad en pago de multas pendientes y porcentajes por taquillas.

|  | Victoria del equipo local     |
|  | Empate                        |
|  | Victoria del equipo visitante |

### Fase final
|  | Semifinales                                             | Semifinales                                             | Semifinales                                             | Semifinales                                             |   |    | Final                               | Final                               | Final                               | Final                               |  |
|  | 27 / 28 de abril (ida) 30 de abril / 1 de mayo (vuelta) | 27 / 28 de abril (ida) 30 de abril / 1 de mayo (vuelta) | 27 / 28 de abril (ida) 30 de abril / 1 de mayo (vuelta) | 27 / 28 de abril (ida) 30 de abril / 1 de mayo (vuelta) |   |    | 7 de mayo (ida) 16 de mayo (vuelta) | 7 de mayo (ida) 16 de mayo (vuelta) | 7 de mayo (ida) 16 de mayo (vuelta) | 7 de mayo (ida) 16 de mayo (vuelta) |  |
|  |                                                         |                                                         |                                                         |                                                         |   |    |                                     |                                     |                                     |                                     |  |
|  |                                                         |                                                         |                                                         |                                                         |   |    |                                     |                                     |                                     |                                     |  |
|  | 1° A                                                    | Deportivo Saprissa                                      | 0                                                       | 2                                                       |   |    |                                     |                                     |                                     |                                     |  |
|  | 1° A                                                    | Deportivo Saprissa                                      | 0                                                       | 2                                                       |   |    |                                     |                                     |                                     |                                     |  |
|  | 2° B                                                    | C. S. Cartaginés                                        | 0                                                       | 1                                                       |   |    |                                     |                                     |                                     |                                     |  |
|  | 2° B                                                    | C. S. Cartaginés                                        | 0                                                       | 1                                                       |   | F1 | Deportivo Saprissa                  | 0                                   | 2                                   |                                     |  |
|  |                                                         |                                                         |                                                         |                                                         |   | F1 | Deportivo Saprissa                  | 0                                   | 2                                   |                                     |  |
|  |                                                         |                                                         | F2                                                      | L. D. Alajuelense                                       | 1 | 2  |                                     |                                     |                                     |                                     |  |
|  | 1° B                                                    | L. D. Alajuelense                                       | F2                                                      | L. D. Alajuelense                                       | 1 | 2  | 1                                   | 1                                   |                                     |                                     |  |
|  | 1° B                                                    | L. D. Alajuelense                                       |                                                         |                                                         |   |    | 1                                   | 1                                   |                                     |                                     |  |
|  | 2° A                                                    | C. S. Herediano                                         | 1                                                       | 0                                                       |   |    |                                     |                                     |                                     |                                     |  |
|  | 2° A                                                    | C. S. Herediano                                         | 1                                                       | 0                                                       |   |    |                                     |                                     |                                     |                                     |  |
|  |                                                         |                                                         |                                                         |                                                         |   |    |                                     |                                     |                                     |                                     |  |

### Semifinales

#### Saprissa - Cartaginés
| 27 de abril de 2005, 20:00 | C. S. Cartaginés | 0:0     | Deportivo Saprissa | Estadio "Fello" Meza, Cartago |                          |
|                            |                  | Reporte |                    | Árbitro(s): Vinicio Mena      | Árbitro(s): Vinicio Mena |

| 30 de abril de 2005, 21:00 | Deportivo Saprissa                                                    | 2:1 (2:1) | C. S. Cartaginés                     | Estadio Ricardo Saprissa, Tibás, San José |                            |
|                            | - Allan Alemán 1' (Walter Centeno ) - Alonso Solís 13' (Try Benneth ) | Reporte   | - Víctor Núñez 33' (Randall Brenes ) | Árbitro(s): Greivin Porras                | Árbitro(s): Greivin Porras |

#### Alajuelense - Herediano
| 28 de abril de 2005, 20:00 | C. S. Herediano                      | 1:1 (1:0) | L. D. Alajuelense                      | Estadio Rosabal Cordero, Heredia |                            |
|                            | - Robert Arias 23' (Carlos Johnson ) | Reporte   | - Carlos Hernández 65' (Wilmer López ) | Árbitro(s): Luis Rodríguez       | Árbitro(s): Luis Rodríguez |

| 1 de mayo de 2005, 20:00 | L. D. Alajuelense       | 1:0 (0:0, 0:0) (1:0 t. s.) | C. S. Herediano | Estadio Morera Soto, Alajuela |                             |
|                          | - Carlos Hernández 115' | Reporte                    |                 | Árbitro(s): Édgar Rodríguez   | Árbitro(s): Édgar Rodríguez |

### Final

#### Saprissa - Alajuelense
| 7 de mayo de 2005, 20:00 | L. D. Alajuelense       | 1:0 (0:0) | Deportivo Saprissa | Estadio Morera Soto, Alajuela |                         |
|                          | - Pablo Izaguirre 90+8' | Reporte   |                    | Árbitro(s): Édgar Durán       | Árbitro(s): Édgar Durán |

| 16 de mayo de 2005, 20:00 | Deportivo Saprissa                                                      | 2:2 (0:1) | L. D. Alajuelense                                                                | Estadio Ricardo Saprissa, Tibás, San José |                            |
|                           | - Alonso Solís 60' (Allan Alemán ) - Walter Centeno 67' (Allan Alemán ) | Reporte   | - Carlos Hernández 38' (Michael Rodríguez ) - Bryan Ruiz 64' (Carlos Hernández ) | Árbitro(s): Greivin Porras                | Árbitro(s): Greivin Porras |

## Final nacional

### Alajuelense - Pérez Zeledón
| 22 de mayo de 2005, 16:00 | Pérez Zeledón       | 1:3 (1:1) | L. D. Alajuelense                                                                               | Estadio Ricardo Saprissa, Tibás, San José |                            |
|                           | - Géiner Segura 21' | Reporte   | - Carlos Hernández 1' - Wilmer López 52' (Froylán Ledezma ) - Rolando Fonseca 85' (Bryan Ruiz ) | Árbitro(s): Wálter Quesada                | Árbitro(s): Wálter Quesada |

| 28 de mayo de 2005, 19:00 | L. D. Alajuelense       | 1:0 (0:0) | Pérez Zeledón | Estadio Morera Soto, Alajuela |                          |
|                           | - Froylán Ledezma 90+1' | Reporte   |               | Árbitro(s): Vinicio Mena      | Árbitro(s): Vinicio Mena |

#### Final - ida
| -     | POR   | Donny Grant      |     |
|       | DEF   | Omar Royero      | 70' |
|       | DEF   | Daniel Alvarado  |     |
|       | DEF   | Freddy Fernández |     |
|       | DEF   | Alexander Calvo  |     |
|       | MED   | Jairo Esquivel   |     |
|       | MED   | Géiner Segura    |     |
|       | MED   | Keylor Quesada   |     |
|       | MED   | Osman López      | 60' |
|       | DEL   | Jorge Díaz       | 57' |
|       | DEL   | Éver Alfaro      |     |
| D. T. | D. T. | Carlos Restrepo  |     |

| -     | POR   | Wardy Alfaro      |     |
|       | DEF   | Harold Wallace    |     |
|       | DEF   | Luis Marín        |     |
|       | DEF   | Michael Rodríguez |     |
|       | DEF   | Esteban Sirias    | 46' |
|       | MED   | Mauricio Solís    |     |
|       | MED   | Carlos Hernández  | 79' |
|       | MED   | Steven Bryce      |     |
|       | MED   | Carlos Castro     |     |
|       | DEL   | Bryan Ruiz        |     |
|       | DEL   | Froylán Ledezma   | 65' |
| D. T. | D. T. | Javier Delgado    |     |

| - | Delantero      | Jhon Jairo Quiñones | 57' |
|   | Centrocampista | Andrey Campos       | 60' |
|   | Delantero      | Bill González       | 70' |

| - | Centrocampista | Wilmer López    | 46' |
|   | Delantero      | Rolando Fonseca | 65' |
|   | Centrocampista | Pablo Gabas     | 79' |

| 21' | Géiner Segura | 1:1 |

| 1' · 52' · 85' | Carlos Hernández Wilmer López Rolando Fonseca | 0:1 1:2 1:3 |

| Principal  | Wálter Quesada  |
| Asistentes | Miguel Guadamuz |
|            | Vinicio Mena    |

| -     | POR   | Donny Grant      |     |
|       | DEF   | Omar Royero      | 70' |
|       | DEF   | Daniel Alvarado  |     |
|       | DEF   | Freddy Fernández |     |
|       | DEF   | Alexander Calvo  |     |
|       | MED   | Jairo Esquivel   |     |
|       | MED   | Géiner Segura    |     |
|       | MED   | Keylor Quesada   |     |
|       | MED   | Osman López      | 60' |
|       | DEL   | Jorge Díaz       | 57' |
|       | DEL   | Éver Alfaro      |     |
| D. T. | D. T. | Carlos Restrepo  |     |

| -     | POR   | Wardy Alfaro      |     |
|       | DEF   | Harold Wallace    |     |
|       | DEF   | Luis Marín        |     |
|       | DEF   | Michael Rodríguez |     |
|       | DEF   | Esteban Sirias    | 46' |
|       | MED   | Mauricio Solís    |     |
|       | MED   | Carlos Hernández  | 79' |
|       | MED   | Steven Bryce      |     |
|       | MED   | Carlos Castro     |     |
|       | DEL   | Bryan Ruiz        |     |
|       | DEL   | Froylán Ledezma   | 65' |
| D. T. | D. T. | Javier Delgado    |     |

| - | Delantero      | Jhon Jairo Quiñones | 57' |
|   | Centrocampista | Andrey Campos       | 60' |
|   | Delantero      | Bill González       | 70' |

| - | Centrocampista | Wilmer López    | 46' |
|   | Delantero      | Rolando Fonseca | 65' |
|   | Centrocampista | Pablo Gabas     | 79' |

| 21' | Géiner Segura | 1:1 |

| 1' · 52' · 85' | Carlos Hernández Wilmer López Rolando Fonseca | 0:1 1:2 1:3 |

| Principal  | Wálter Quesada  |
| Asistentes | Miguel Guadamuz |
|            | Vinicio Mena    |

| -     | POR   | Donny Grant      |     |
|       | DEF   | Omar Royero      | 70' |
|       | DEF   | Daniel Alvarado  |     |
|       | DEF   | Freddy Fernández |     |
|       | DEF   | Alexander Calvo  |     |
|       | MED   | Jairo Esquivel   |     |
|       | MED   | Géiner Segura    |     |
|       | MED   | Keylor Quesada   |     |
|       | MED   | Osman López      | 60' |
|       | DEL   | Jorge Díaz       | 57' |
|       | DEL   | Éver Alfaro      |     |
| D. T. | D. T. | Carlos Restrepo  |     |

| -     | POR   | Wardy Alfaro      |     |
|       | DEF   | Harold Wallace    |     |
|       | DEF   | Luis Marín        |     |
|       | DEF   | Michael Rodríguez |     |
|       | DEF   | Esteban Sirias    | 46' |
|       | MED   | Mauricio Solís    |     |
|       | MED   | Carlos Hernández  | 79' |
|       | MED   | Steven Bryce      |     |
|       | MED   | Carlos Castro     |     |
|       | DEL   | Bryan Ruiz        |     |
|       | DEL   | Froylán Ledezma   | 65' |
| D. T. | D. T. | Javier Delgado    |     |

| - | Delantero      | Jhon Jairo Quiñones | 57' |
|   | Centrocampista | Andrey Campos       | 60' |
|   | Delantero      | Bill González       | 70' |

| - | Centrocampista | Wilmer López    | 46' |
|   | Delantero      | Rolando Fonseca | 65' |
|   | Centrocampista | Pablo Gabas     | 79' |

| 21' | Géiner Segura | 1:1 |

| 1' · 52' · 85' | Carlos Hernández Wilmer López Rolando Fonseca | 0:1 1:2 1:3 |

| Principal  | Wálter Quesada  |
| Asistentes | Miguel Guadamuz |
|            | Vinicio Mena    |

| -     | POR   | Donny Grant      |     |
|       | DEF   | Omar Royero      | 70' |
|       | DEF   | Daniel Alvarado  |     |
|       | DEF   | Freddy Fernández |     |
|       | DEF   | Alexander Calvo  |     |
|       | MED   | Jairo Esquivel   |     |
|       | MED   | Géiner Segura    |     |
|       | MED   | Keylor Quesada   |     |
|       | MED   | Osman López      | 60' |
|       | DEL   | Jorge Díaz       | 57' |
|       | DEL   | Éver Alfaro      |     |
| D. T. | D. T. | Carlos Restrepo  |     |

| -     | POR   | Wardy Alfaro      |     |
|       | DEF   | Harold Wallace    |     |
|       | DEF   | Luis Marín        |     |
|       | DEF   | Michael Rodríguez |     |
|       | DEF   | Esteban Sirias    | 46' |
|       | MED   | Mauricio Solís    |     |
|       | MED   | Carlos Hernández  | 79' |
|       | MED   | Steven Bryce      |     |
|       | MED   | Carlos Castro     |     |
|       | DEL   | Bryan Ruiz        |     |
|       | DEL   | Froylán Ledezma   | 65' |
| D. T. | D. T. | Javier Delgado    |     |

| - | Delantero      | Jhon Jairo Quiñones | 57' |
|   | Centrocampista | Andrey Campos       | 60' |
|   | Delantero      | Bill González       | 70' |

| - | Centrocampista | Wilmer López    | 46' |
|   | Delantero      | Rolando Fonseca | 65' |
|   | Centrocampista | Pablo Gabas     | 79' |

| 21' | Géiner Segura | 1:1 |

| 1' · 52' · 85' | Carlos Hernández Wilmer López Rolando Fonseca | 0:1 1:2 1:3 |

| Principal  | Wálter Quesada  |
| Asistentes | Miguel Guadamuz |
|            | Vinicio Mena    |

#### Final - vuelta
| -     | POR   | Wardy Alfaro      |     |
|       | DEF   | Michael Rodríguez |     |
|       | DEF   | Luis Marín        |     |
|       | DEF   | Carlos Castro     |     |
|       | DEF   | Harold Wallace    |     |
|       | MED   | Mauricio Solís    |     |
|       | MED   | Pablo Gabas       | 55' |
|       | MED   | Carlos Hernández  |     |
|       | MED   | Steven Bryce      | 75' |
|       | DEL   | Froylán Ledezma   |     |
|       | DEL   | Bryan Ruiz        | 82' |
| D. T. | D. T. | Javier Delgado    |     |

| -     | POR   | Donny Grant         |     |
|       | DEF   | Omar Royero         |     |
|       | DEF   | Freddy Fernández    |     |
|       | DEF   | Daniel Alvarado     |     |
|       | DEF   | Jairo Esquivel      |     |
|       | MED   | Alexander Calvo     |     |
|       | MED   | Géiner Segura       |     |
|       | MED   | Osman López         | 71' |
|       | MED   | Jhon Jairo Quiñones | 66' |
|       | DEL   | Jorge Díaz          |     |
|       | DEL   | Éver Alfaro         |     |
| D. T. | D. T. | Carlos Restrepo     |     |

| - | Centrocampista | Wilmer López      | 55' |
|   | Centrocampista | Luis Diego Arnáez | 75' |
|   | Delantero      | Rolando Fonseca   | 82' |

| - | Delantero      | Taylor Morales | 66' |
|   | Centrocampista | Andrey Campos  | 71' |

| 90+1' | Froylán Ledezma | 1:0 |

| Principal  | Vinicio Mena |
| Asistentes | Leonel Leal  |
|            | Osvaldo Luna |

| -     | POR   | Wardy Alfaro      |     |
|       | DEF   | Michael Rodríguez |     |
|       | DEF   | Luis Marín        |     |
|       | DEF   | Carlos Castro     |     |
|       | DEF   | Harold Wallace    |     |
|       | MED   | Mauricio Solís    |     |
|       | MED   | Pablo Gabas       | 55' |
|       | MED   | Carlos Hernández  |     |
|       | MED   | Steven Bryce      | 75' |
|       | DEL   | Froylán Ledezma   |     |
|       | DEL   | Bryan Ruiz        | 82' |
| D. T. | D. T. | Javier Delgado    |     |

| -     | POR   | Donny Grant         |     |
|       | DEF   | Omar Royero         |     |
|       | DEF   | Freddy Fernández    |     |
|       | DEF   | Daniel Alvarado     |     |
|       | DEF   | Jairo Esquivel      |     |
|       | MED   | Alexander Calvo     |     |
|       | MED   | Géiner Segura       |     |
|       | MED   | Osman López         | 71' |
|       | MED   | Jhon Jairo Quiñones | 66' |
|       | DEL   | Jorge Díaz          |     |
|       | DEL   | Éver Alfaro         |     |
| D. T. | D. T. | Carlos Restrepo     |     |

| - | Centrocampista | Wilmer López      | 55' |
|   | Centrocampista | Luis Diego Arnáez | 75' |
|   | Delantero      | Rolando Fonseca   | 82' |

| - | Delantero      | Taylor Morales | 66' |
|   | Centrocampista | Andrey Campos  | 71' |

| 90+1' | Froylán Ledezma | 1:0 |

| Principal  | Vinicio Mena |
| Asistentes | Leonel Leal  |
|            | Osvaldo Luna |

| -     | POR   | Wardy Alfaro      |     |
|       | DEF   | Michael Rodríguez |     |
|       | DEF   | Luis Marín        |     |
|       | DEF   | Carlos Castro     |     |
|       | DEF   | Harold Wallace    |     |
|       | MED   | Mauricio Solís    |     |
|       | MED   | Pablo Gabas       | 55' |
|       | MED   | Carlos Hernández  |     |
|       | MED   | Steven Bryce      | 75' |
|       | DEL   | Froylán Ledezma   |     |
|       | DEL   | Bryan Ruiz        | 82' |
| D. T. | D. T. | Javier Delgado    |     |

| -     | POR   | Donny Grant         |     |
|       | DEF   | Omar Royero         |     |
|       | DEF   | Freddy Fernández    |     |
|       | DEF   | Daniel Alvarado     |     |
|       | DEF   | Jairo Esquivel      |     |
|       | MED   | Alexander Calvo     |     |
|       | MED   | Géiner Segura       |     |
|       | MED   | Osman López         | 71' |
|       | MED   | Jhon Jairo Quiñones | 66' |
|       | DEL   | Jorge Díaz          |     |
|       | DEL   | Éver Alfaro         |     |
| D. T. | D. T. | Carlos Restrepo     |     |

| - | Centrocampista | Wilmer López      | 55' |
|   | Centrocampista | Luis Diego Arnáez | 75' |
|   | Delantero      | Rolando Fonseca   | 82' |

| - | Delantero      | Taylor Morales | 66' |
|   | Centrocampista | Andrey Campos  | 71' |

| 90+1' | Froylán Ledezma | 1:0 |

| Principal  | Vinicio Mena |
| Asistentes | Leonel Leal  |
|            | Osvaldo Luna |

| -     | POR   | Wardy Alfaro      |     |
|       | DEF   | Michael Rodríguez |     |
|       | DEF   | Luis Marín        |     |
|       | DEF   | Carlos Castro     |     |
|       | DEF   | Harold Wallace    |     |
|       | MED   | Mauricio Solís    |     |
|       | MED   | Pablo Gabas       | 55' |
|       | MED   | Carlos Hernández  |     |
|       | MED   | Steven Bryce      | 75' |
|       | DEL   | Froylán Ledezma   |     |
|       | DEL   | Bryan Ruiz        | 82' |
| D. T. | D. T. | Javier Delgado    |     |

| -     | POR   | Donny Grant         |     |
|       | DEF   | Omar Royero         |     |
|       | DEF   | Freddy Fernández    |     |
|       | DEF   | Daniel Alvarado     |     |
|       | DEF   | Jairo Esquivel      |     |
|       | MED   | Alexander Calvo     |     |
|       | MED   | Géiner Segura       |     |
|       | MED   | Osman López         | 71' |
|       | MED   | Jhon Jairo Quiñones | 66' |
|       | DEL   | Jorge Díaz          |     |
|       | DEL   | Éver Alfaro         |     |
| D. T. | D. T. | Carlos Restrepo     |     |

| - | Centrocampista | Wilmer López      | 55' |
|   | Centrocampista | Luis Diego Arnáez | 75' |
|   | Delantero      | Rolando Fonseca   | 82' |

| - | Delantero      | Taylor Morales | 66' |
|   | Centrocampista | Andrey Campos  | 71' |

| 90+1' | Froylán Ledezma | 1:0 |

| Principal  | Vinicio Mena |
| Asistentes | Leonel Leal  |
|            | Osvaldo Luna |

|                           |
| Campeón L. D. Alajuelense |
| 24.º título               |

## Estadísticas

### Tabla de goleadores
Lista con los máximos anotadores de la temporada.
| Pos. | Jugador           | Equipo             | Goles |
| ---- | ----------------- | ------------------ | ----- |
| 1.º  | Randall Brenes    | C. S. Cartaginés   | 16    |
| 2.º  | Álvaro Saborío    | Deportivo Saprissa | 15    |
| 3.º  | Éver Alfaro       | Pérez Zeledón      | 13    |
| 3.º  | Minor Díaz        | C. S. Herediano    | 13    |
| 3.º  | Rolando Fonseca   | L. D. Alajuelense  | 13    |
| 6.º  | Bryan Ruiz        | L. D. Alajuelense  | 12    |
| 6.º  | Carlos Hernández  | L. D. Alajuelense  | 12    |
| 8.º  | Alejandro Alpízar | L. D. Alajuelense  | 11    |
| 8.º  | Esteban Santana   | A. D. Carmelita    | 11    |
| 10.º | Kurt Bernard      | C. S. Herediano    | 10    |
| 10.º | Víctor Núñez      | C. S. Cartaginés   | 10    |
| 10.º | Jorge Barbosa     | Santos de Guápiles | 10    |
| 10.º | Whayne Wilson†    | Brujas F. C.       | 10    |

### Tabla de asistentes
Lista con los máximos asistentes de la temporada.
| Pos. | Jugador           | Equipo             | Asistencias |
| ---- | ----------------- | ------------------ | ----------- |
| 1.º  | Jafet Soto        | C. S. Herediano    | 13          |
| 2.º  | Mauricio Camacho  | Puntarenas F. C.   | 12          |
| 2.º  | Bryan Ruiz        | L. D. Alajuelense  | 12          |
| 4.º  | Walter Centeno    | Deportivo Saprissa | 11          |
| 5.º  | Ariel Segalla     | C. S. Cartaginés   | 10          |
| 5.º  | Steven Bryce      | L. D. Alajuelense  | 10          |
| 7.º  | Rayner Robinson   | C. S. Herediano    | 9           |
| 7.º  | Mauricio Alpízar  | Puntarenas F. C.   | 9           |
| 7.º  | Carlos Hernández  | L. D. Alajuelense  | 9           |
| 10.º | Christian Bolaños | Deportivo Saprissa | 8           |
| 10.º | Jairo Arrieta     | Brujas F. C.       | 8           |